# Бернски Алпи
Бернски Алпи (на немски: Berner Alpen; на френски: Alpes bernoises) се нарича дял на Алпите, разположен изцяло в Швейцария. Намира се на север от главното алпийско било, с което го свързва проходът Фурка. Най-висок връх е Финстераархорн (4274 м), но най-известен е Айгер (3967 м), чиято северна стена е част от „големите северни стени на Алпите“.

## Описание
За разлика от повечето други алпийски масиви Бернските Алпи представляват добре изразен хребет, който се простира в посока от югозапад на североизток в продължение на 140 км. Те действително започват от швейцарската столица Берн, но постепенно, чрез широко предалпие, което понякога се смята за отделна част на планината и носи името Фрибургски Алпи, както и Бернска планинска земя (Berner Oberland). Заедно с него Бернските Алпи имат ширина 110 км, докато същинският хребет – само 20 – 25 км. Според геолозите те съставляват най-старата част на Алпите, т. нар. Аарски автохтонен масив. От юг са ясно оградени от долината на река Рона, където склоновете падат стръмно при денивелация от около 2500 м. Реката е неговата граница с Пенинските, Грайските и Савойските Алпи. От тази страна реките, макар и буйни и пълноводни, са къси – най-дългата река Лонца е едва 27 км. От север тръгват по-големи реки – Сарин, Зиме, Кандер, които се вливат в Аар (в басейна на Рейн). По този начин билото на Бернските Алпи се оказва вододел между басейните на Северно и Средиземно море.

### Югозападна част
На югозапад хребетът започва от ждрелото Сен Морис, където Рона си пробива път към Жевневското езеро. Първият висок връх от тази страна Дан дьо Моркл се издига рязко над долината (2969 м). След това билото ту пада и образува проходи, ту се издига малко над 3000 м, където се изреждат заснежени върхове – Гран Мювран (3061 м), Ле Диаблере (3210 м), Вилдхорн (3248 м), Вилдщрюбел (3143 м), Балмхорн (3698 м). До прочутия Льочбергски железопътен тунел свършва по-тясната и ниска част на Бернските Алпи. В нея няма ледници, макар че на места снегът се задържа през цялата година. Няма и добре изразени странични била.

### Североизточна част
Тя започва от Льочбергския тунел и достига до прохода Фурка (2431 м), който я свързва с Лепонтинските Алпи. В същия район горното течение на река Аар служи за граница с т. нар. Урийски Алпи. На север опира в две големи езера – Тунското и Бриенцкото. Тук хребетът става много по-широк и висок и придобива вид на масив. Мощни била се спускат към Рона и дори превишават по височина основното било. Така над долината се издигат внушителната снага на върховете Бичхорн (3934 м) и Грос Ваненхорн (3905 м). Около 15 ледника покриват високите части на тази част от Бернските Алпи, между които и най-големият ледник в цялата планина – Алечкият. Върховете преминават 4000 м: Юнгфрау (4166 м), Мьонх (4105 м) и Финстераархорн. В тази част се намира и прочутият Айгер.

## Върхове
Дванадесетте най-високи върхове в Бернските Алпи са:
| Име                | Височина |
| ------------------ | -------- |
| Финстераархорн     | 4274 м   |
| Алечхорн           | 4182 м   |
| Юнгфрау            | 4166 м   |
| Мьонх              | 4105 м   |
| Шрекхорн           | 4080 м   |
| Грос Фишерхорн     | 4049 м   |
| Грюнхорн           | 4043 м   |
| Лаутераархорн      | 4042 м   |
| Хинтерес Фишерхорн | 4025 м   |
| Глетчерхорн        | 3983 м   |
| Роталхорн          | 3969 м   |
| Айгер              | 3967 м   |

## Ледници
Ледникът Алеч (Aletsch), който със своите 23 км дължина е най-големият в Алпите и цяла Западна Европа, се спуска по южната страна на хребета. Той започва от връх Алечхорн на височина повече от 4100 м. и завършва надвиснал над Рона на 1650 м. Въпреки внушителните си размери, той също отстъпва под влияние на глобалното затопляне. Над него се е разпростряло голяма ледено поле, известно под името Гросер Алечфирн. На изток друг голям ледник е Фишер (16 км), който също включва фирново поле. От северната страна са Петерсграфт, Оберарглетчер, Гаули. Общо площта на ледниците в Бернските Алпи надхвърля 250 кв. км, но няколко от тях са изчезнали напълно през последните години.

## Туризъм
Макар че акцентът в Бернските Алпи пада на ски туризма, те имат и много други привлекателни за туристите места. Известната Лаутербрунска долина например е вдъхновила Дж. Толкин за създаването на сюжета на „Властелинът на пръстените“. Тя е типична U-образна (трогова) долина, издълбана от ледник преди хиляди години. По стръмните ѝ страни се спускат грандиозните водопади Щаубах и Трюмелбах. Планинската железница Юнгфрау е построена през 1912 г. с панорамна цел и ежегодно се използва от 1 милион пътници. Подобна е и железницата при Кетлинген. Създадени са и много кабинкови лифтове с голям наклон. Най-впечатляващ е лифтът при връх Менлихен, който се изкачва при денивелация от почти един километър. Средният му наклон е 71%, а на места е направо отвесен.
Районът е любима дестинация за алпинисти от цяла Европа. Прочутата северна стена на Айгер е изкачена за първи път през 1938 г. от двама германци и един австриец. Височината ѝ е 650 м и със съвременните средства се изкачва за 6 часа.